# Élections législatives de 1973 en Corse
Les élections législatives françaises de 1973 se déroulent les 4 et 11 mars 1973. Dans le département de la Corse, trois députés sont à élire dans le cadre de trois circonscriptions.

## Élus
| Circonscription | Député sortant           | Parti | Parti | Député élu ou réélu      | Parti | Parti |
| --------------- | ------------------------ | ----- | ----- | ------------------------ | ----- | ----- |
| 1re             | Jean Bozzi               |       | UDR   | Nicolas Alfonsi          |       | MRG   |
| 2e              | Jacques Faggianelli      |       | UDR   | Jean Zuccarelli          |       | MRG   |
| 3e              | Jean-Paul de Rocca Serra |       | UDR   | Jean-Paul de Rocca Serra |       | UDR   |

## Résultats

### Résultats à l'échelle du département
| Parti                 | Parti                                   | Premier tour | Premier tour | Second tour | Second tour | Sièges |
| Parti                 | Parti                                   | Voix         | %            | Voix        | %           | Sièges |
| --------------------- | --------------------------------------- | ------------ | ------------ | ----------- | ----------- | ------ |
|                       | Union des démocrates pour la République | 50 226       | 42,54        | 35 429      | 46,08       | 1      |
|                       | Divers droite                           | 4 641        | 3,93         |             |             | 0      |
|                       | Union des républicains de progrès       | 54 867       | 46,47        | 35 429      | 46,08       | 1      |
|                       |                                         |              |              |             |             |        |
|                       | Mouvement des radicaux de gauche        | 21 195       | 17,95        | 41 459      | 53,92       | 2      |
|                       | Parti communiste français               | 17 097       | 14,48        | Retrait     | Retrait     | 0      |
|                       | Parti socialiste                        | 11 321       | 9,59         |             |             | 0      |
|                       | Union de la gauche                      | 49 613       | 42,02        | 41 459      | 53,92       | 2      |
|                       |                                         |              |              |             |             |        |
|                       | Parti radical                           | 11 340       | 9,61         | Retrait     | Retrait     | 0      |
|                       | Mouvement réformateur                   | 2 004        | 1,70         |             |             | 0      |
|                       | Extrême gauche                          | 238          | 0,20         | 0           |             |        |
|                       |                                         |              |              |             |             |        |
| Inscrits              | Inscrits                                | 182 163      | 100,00       | 117 904     | 100,00      | 3      |
| Abstentions           | Abstentions                             | 62 719       | 34,43        | 39 544      | 33,54       |        |
| Votants               | Votants                                 | 119 444      | 65,57        | 78 360      | 66,46       |        |
| Blancs et nuls        | Blancs et nuls                          | 1 382        | 1,16         | 1 472       | 1,88        |        |
| Exprimés              | Exprimés                                | 118 062      | 98,84        | 76 888      | 98,12       |        |
| Source : Data.gouv.fr |                                         |              |              |             |             |        |

### Résultats par circonscription

#### Première circonscription (Ajaccio)
| Candidat       | Candidat            | Parti          | Premier tour | Premier tour | Second tour | Second tour |  |
| Candidat       | Candidat            | Parti          | Voix         | %            | Voix        | %           |  |
| -------------- | ------------------- | -------------- | ------------ | ------------ | ----------- | ----------- |  |
|                | Jean Bozzi sortant  | UDR (URP)      | 12 544       | 31,13        | 19 632      | 47,34       |  |
|                | Pascal Rossini      | Divers droite  | 11 340       | 28,14        | Retrait     | Retrait     |  |
|                | Nicolas Alfonsi élu | MRG (UGSD)     | 9 998        | 24,81        | 21 840      | 52,66       |  |
|                | Ange Stromboni      | PCF            | 4 688        | 11,63        |             |             |  |
|                | Dominique Alfonsi   | Régionaliste   | 1 487        | 3,69         |             |             |  |
|                | Bernard Mattéi      | LC             | 238          | 0,59         |             |             |  |
|                |                     |                |              |              |             |             |  |
| Inscrits       | Inscrits            | Inscrits       | 64 096       | 100,00       | 63 666      | 100,00      |  |
| Abstentions    | Abstentions         | Abstentions    | 23 377       | 36,47        | 21 279      | 33,42       |  |
| Votants        | Votants             | Votants        | 40 719       | 63,53        | 42 387      | 66,58       |  |
| Blancs et nuls | Blancs et nuls      | Blancs et nuls | 424          | 1,04         | 915         | 2,16        |  |
| Exprimés       | Exprimés            | Exprimés       | 40 295       | 98,96        | 41 472      | 97,84       |  |

#### Deuxième circonscription (Bastia)
| Candidat       | Candidat                    | Parti          | Premier tour | Premier tour | Second tour | Second tour |  |
| Candidat       | Candidat                    | Parti          | Voix         | %            | Voix        | %           |  |
| -------------- | --------------------------- | -------------- | ------------ | ------------ | ----------- | ----------- |  |
|                | Pierre-Paul Giacomi sortant | UDR (URP)      | 16 950       | 44,35        | 15 797      | 44,6        |  |
|                | Jean Zuccarelli élu         | MRG (UGSD)     | 11 197       | 29,3         | 19 619      | 55,4        |  |
|                | Pierre Giudicelli           | PCF            | 8 046        | 21,05        | Retrait     | Retrait     |  |
|                | Paul Renucci                | Rad (MR)       | 2 004        | 5,24         |             |             |  |
|                | Inconnu                     | Divers droite  | 22           | 0,06         |             |             |  |
|                |                             |                |              |              |             |             |  |
| Inscrits       | Inscrits                    | Inscrits       | 54 233       | 100,00       | 54 238      | 100,00      |  |
| Abstentions    | Abstentions                 | Abstentions    | 15 503       | 28,59        | 18 265      | 33,68       |  |
| Votants        | Votants                     | Votants        | 38 730       | 71,41        | 35 973      | 66,32       |  |
| Blancs et nuls | Blancs et nuls              | Blancs et nuls | 511          | 1,32         | 557         | 1,55        |  |
| Exprimés       | Exprimés                    | Exprimés       | 38 219       | 98,68        | 35 416      | 98,45       |  |

#### Troisième circonscription (Sartène)
|                | Jean-Paul de Rocca Serra sortant réélu | UDR (URP)      | 20 732 | 52,42  |  |  |  |
|                | Paul Mondoloni                         | PS (UGSD)      | 11 321 | 28,63  |  |  |  |
|                | Paul Bungelmi                          | PCF            | 4 363  | 11,03  |  |  |  |
|                | Jean Luciani                           | Divers droite  | 3 132  | 7,92   |  |  |  |
|                |                                        |                |        |        |  |  |  |
| Inscrits       | Inscrits                               | Inscrits       | 63 834 | 100,00 |  |  |  |
| Abstentions    | Abstentions                            | Abstentions    | 23 839 | 37,35  |  |  |  |
| Votants        | Votants                                | Votants        | 39 995 | 62,65  |  |  |  |
| Blancs et nuls | Blancs et nuls                         | Blancs et nuls | 447    | 1,12   |  |  |  |
| Exprimés       | Exprimés                               | Exprimés       | 39 548 | 98,88  |  |  |  |